# Comité de division
Le Comité de division est l'un des comités de la Convention nationale, assemblée constituante française qui siège de 1792 à 1795.
À ce comité incombe la tâche de parachever la nouvelle division territoriale de la France, entreprise par l'Assemblée constituante.